# Black Submarine
I Black Submarine, precedentemente conosciuti come "The Black Ships", sono un gruppo inglese formatosi nel novembre 2008 da due ex membri dei The Verve: il chitarrista Nick McCabe e il bassista Simon Jones, oltre al violinista Davide Rossi, e al batterista Mig Schillace.

## Storia
Nati come "The Black Ships" nell'aprile 2012 il gruppo cambia nome in "Black Submarine" a seguito di una disputa avuta con un'omonima band statunitense.
Il gruppo iniziò a provare a Copenaghen prima di decidere il nome intorno a marzo/aprile 2009 e realizzando il loro atteso EP di debutto Kurofune nel giugno 2011. Il debutto dal vivo è avvenuto sempre nel giugno 2011 al King's College Students Union a Londra, insieme a vari ospiti alla voce, tra i quali: Amelia Tucker, che diventerà membro fisso nel 2013, David McKellar e Charley Bickers. Il gruppo ha contribuito ad una versione di Rope Soul'd per l'album tributo a John Martyn Johnny Boy Would Love This: A Tribute To John Martyn realizzato nell'agosto 2011. Hanno inoltre contribuito ad una versione di Renee per l'album di esordio Spirit of Talk Talk dei Talk Talk, realizzato nel settembre 2012 insieme ad Amelia Tucker.
Nel gennaio 2014, il singolo Here So Rain annuncia l'uscita dell'album di debutto della band.
Il 10 marzo dello stesso anno esce New Shores, primo album del gruppo, seguito a maggio da un tour nel Regno Unito come gruppo di supporto degli Echo & The Bunnymen.

## Formazione
- Nick McCabe - chitarra, elettronica
- Simon Jones - basso
- Davide Rossi - violino, voce, arrangiamenti
- Mig Schillace - batteria, percussioni
- Amelia Tucker - voce, arrangiamenti

## Discografia
- Kurofune (2011)
- New Shores (2014)